# Wim Van Eynde
Wim Van Eynde ou Willem Van Eynde, né le 24 juillet 1960 à Lierre, est un coureur cycliste belge, professionnel de 1983 à 1992.

## Palmarès

### Palmarès amateur
- 1981
  - Circuit Het Volk amateurs
  - 2e du Tour de Campine
  - 2e du Tour de Campine
  - 3e du Triptyque ardennais
- 1982
  - Bruxelles-Opwijk
  - 2e étape des Deux Jours du Gaverstreek
  - Ruban granitier breton :
    - Classement général
    - 5e étape

  - Flèche finistérienne
  - 2ea et 5ea étapes du Tour de Campine
  - 2e du Circuit du Hainaut
  - 3e de la Flèche ardennaise

### Palmarès professionnel
| - 1985 - 3e du Grand Prix Wielerrevue - 3e du Grand Prix Beeckman-De Caluwé - 1986 - 2e de la Flèche de Liedekerke - 1987 - Binche-Tournai-Binche - 2e de la Coupe Sels - 3e du Circuit de la vallée de la Lys - 1988 - Circuit du Brabant occidental - 3e du Tour du Limbourg | - 1989 - Nice-Alassio - 3e de la Flèche wallonne - 1990 - 3e du Grand Prix de la ville de Rennes - 1991 - 3e du Tour du Haut-Var - 1992 - 3e étape de l'Allied Banks Tour - 1993 - Tour de Cologne |  |

## Résultats sur les grands tours

### Tour de France
4 participations
- 1985 : 93e
- 1986 : 102e
- 1987 : 126e
- 1990 : 97e

### Tour d'Espagne
1 participation
- 1983 : abandon (13e étape)